# Høgevarde fyr
Høgevarde fyr er et fyr som ligger ved Avaldsnes ved Karmsundet på østsiden af Karmøy.
Fyrbygningen har et højt, rundt fyrtårn i gavlen og ble bygget i tegl i 1858. I 1859 ble bygningen bordkledd. Det første fyr på stedet blev oprettet i 1700 og med den høje alder, samt at der ikke findes lignende fyrbygninger i Norge, er stationen fredet efter lov om kulturminner. Fyret ligger i sammenhæng med en tidligere toldbod.
Fyret blev nedlagt i 1902 og er erstattet af et lygtehus i nærheden.

## Eksterne kilder og henvisninger
- Wikimedia Commons har flere filer relateret til Høgevarde fyr
- Høgevarde fyr på Riksantikvarens hjemmeside kulturminnesok.no
- Høgevarde fyr på Norsk Fyrhistorisk Forenings websted